# Lille-Saint-Hubert
Ne pas confondre avec Lille, ville du nord de la France.
Ne pas confondre avec Lille, commune de la province d'Anvers
Lille-Saint-Hubert, en néerlandais Sint-Huibrechts-Lille, est une section de la commune belge de Pelt située en Région flamande dans la province de Limbourg. C'était une commune à part entière avant la fusion des communes de 1977.

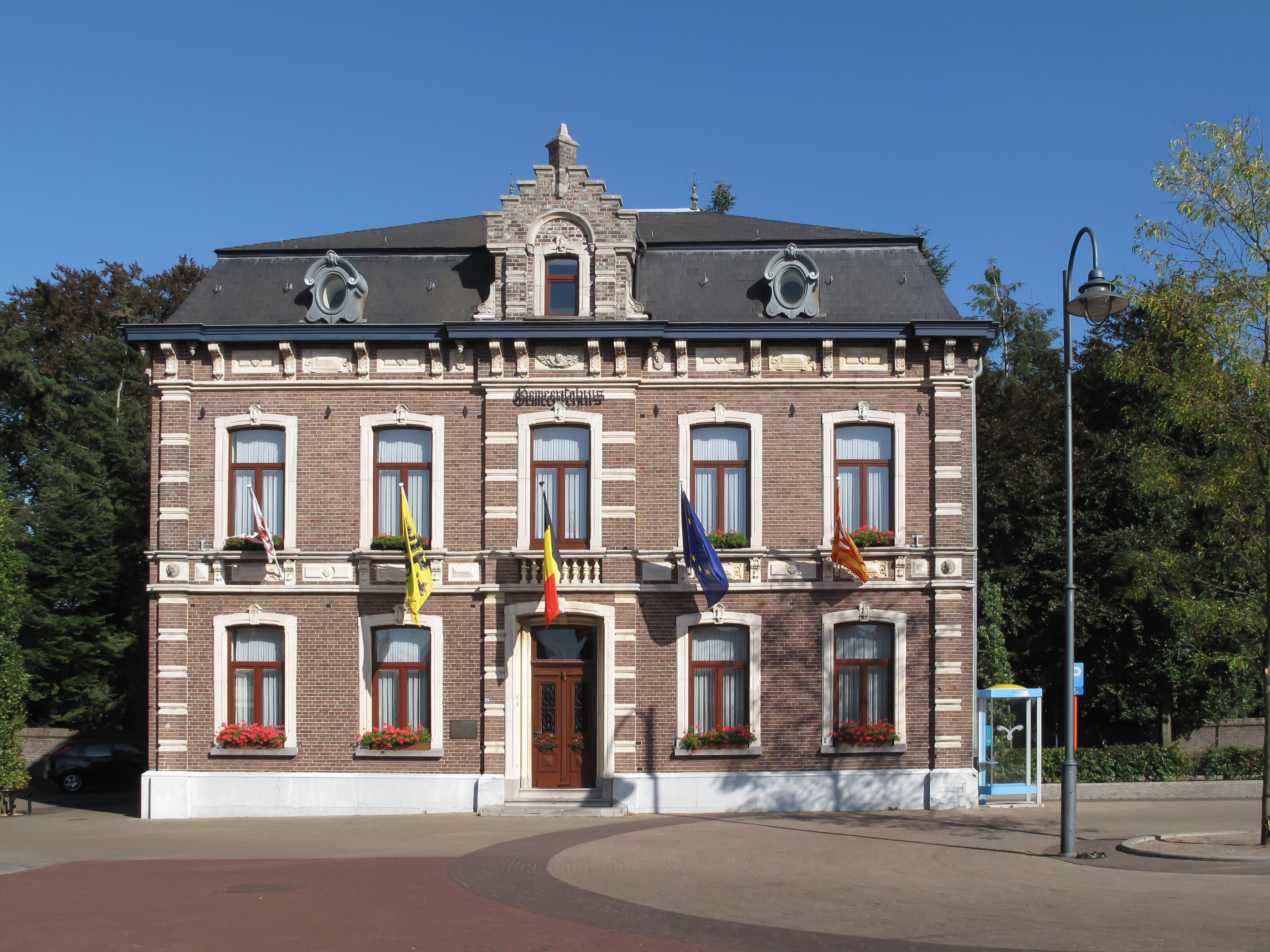
L'ancien hôtel de ville

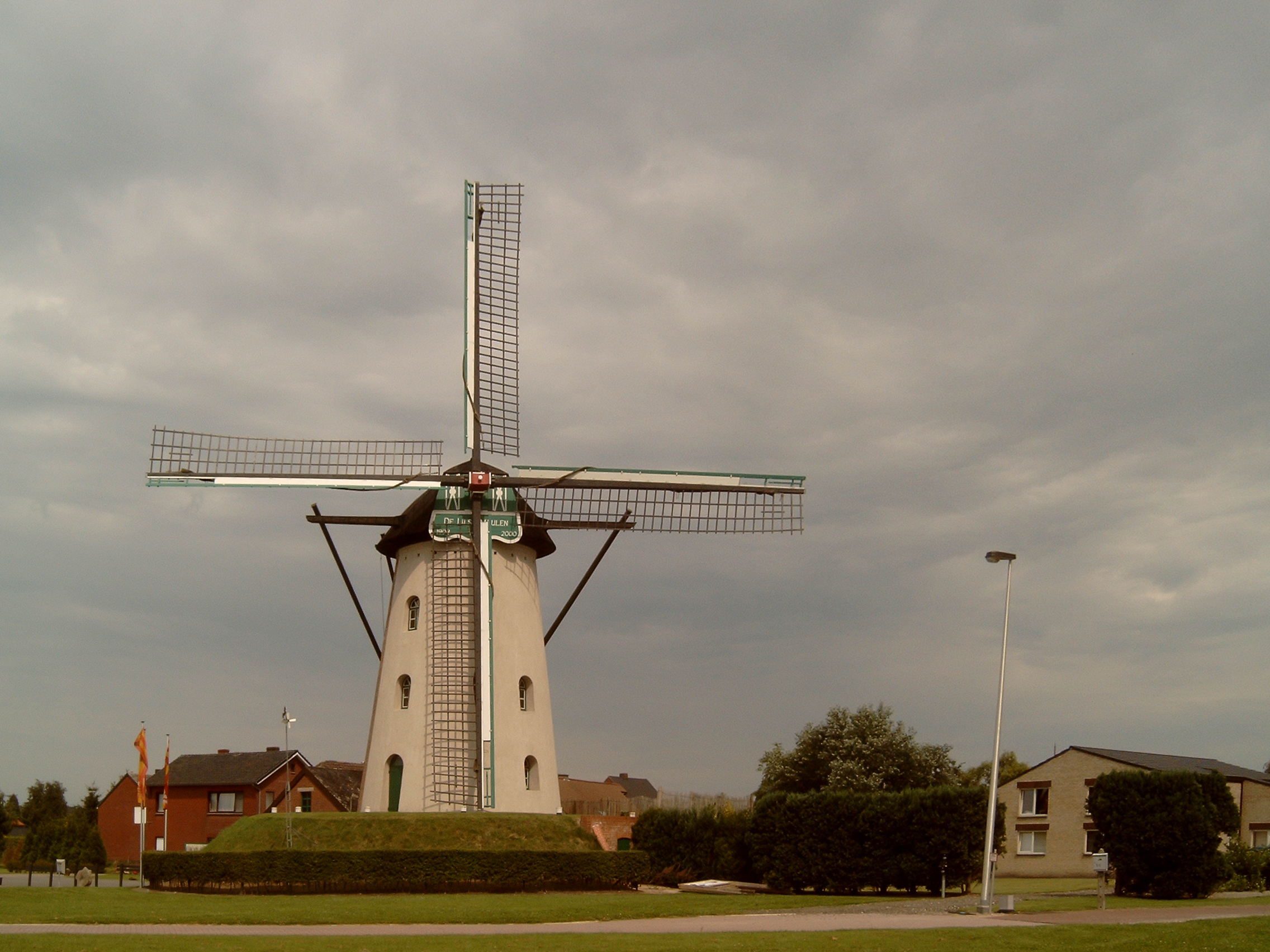
Le moulin de Lille

## Évolution démographique
- Sources : INS, www.limburg.be et commune de Neerpelt